# Donato de Ripacandida
Pour les articles homonymes, voir San Donato.

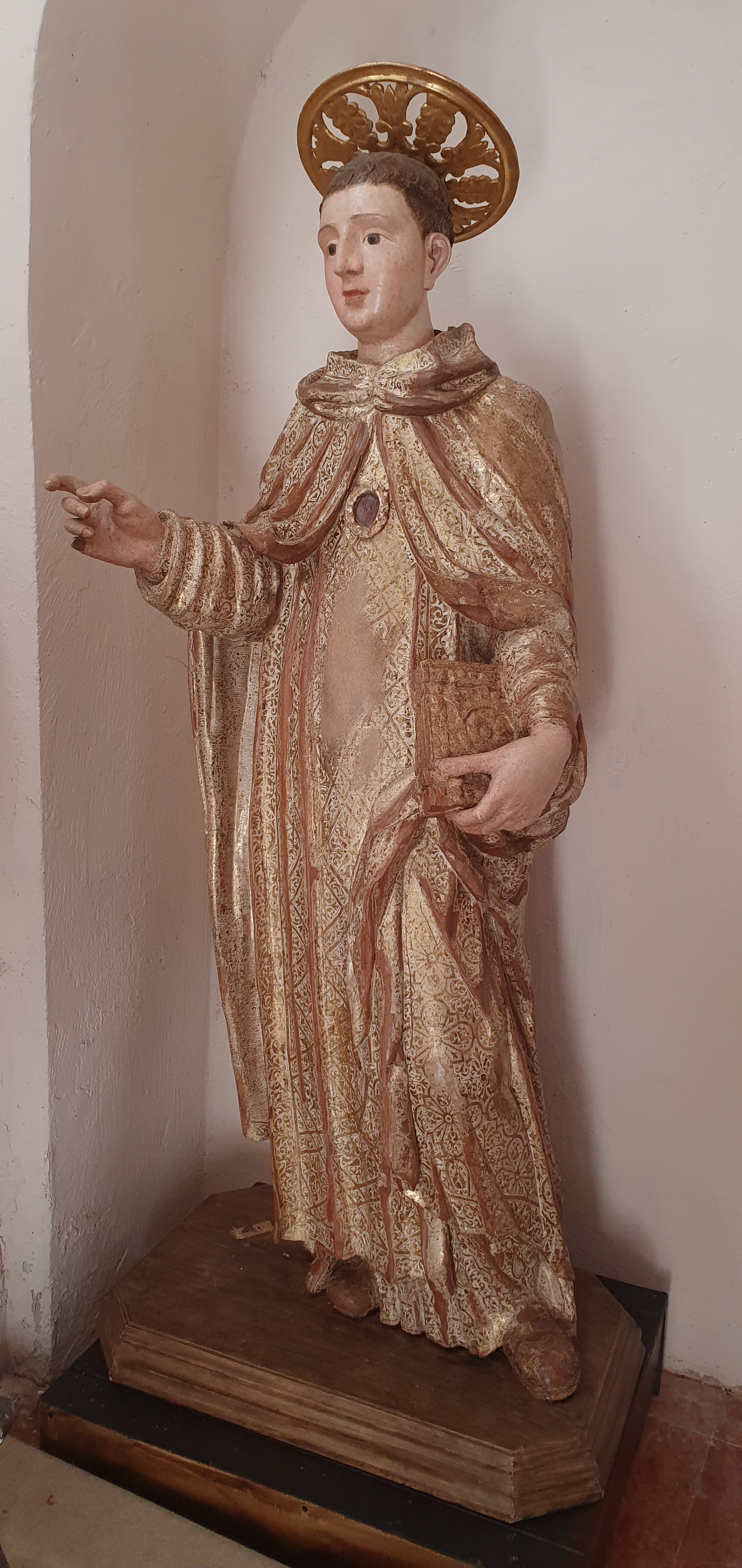
Statue de Saint Donato de Ripacandida

Saint Donato de Ripacandida (dit aussi San Donatello pour le distinguer de saint Donato d'Arezzo) est un moine bénédictin italien né en 1179 à Ripacandida, petite commune italienne située dans l'actuelle province de Potenza dans la région Basilicate, et mort au monastère de San Onofrio le 17 août 1198.

## Biographie
D'après certaines sources, il serait né dans une famille modeste vers 1179
Ses reliques sont conservées dans l'église paroissiale d'Auletta, dont il est le saint patron. C'est à l'âge de 14 ans qu'il manifeste un désir d'entrer dans l'ordre des bénédictins de San Onofrio, cependant, trop jeune, ont lui d'attendre quelques années
Il intègre le monastère en 1195. Il était connu pour sa grande dévotion, son humilité et son altruisme envers les plus démunis.
De nombreuses personnes venaient le voir pour lui demander des conseils ou des bénédictions.
Le jeune homme meurt le 17 août 1198 à seulement 19 ans.

## Culte
Le corps du jeune homme est rapatrié dans sa ville natale en 1202, sur le chemin du retour, lors d'un arrêt dans la ville d'Auletta et suite aux supplications de la population, une partie de son avant-bras leur est laissée. Celle-ci devient alors une relique pour la ville.
C'est vers 1750-1760, que celui-ci est déclaré Saint de l'Eglise Catholique.

## Sources
- Comune di Ripacandida, Santi e religiosi : San Donatello
- (it) Cet article est partiellement ou en totalité issu de l’article de Wikipédia en italien intitulé « Donato da Ripacandida » (voir la liste des auteurs).